# 中央畢業考試
中央畢業考試指的是德國的高中畢業考試，由中央行政機構所舉辦，原則上是聯邦教育局所負責。

## 在德國的情況與發展
目前德國16個邦中有14個邦實行中央畢業考試。有四個邦是在第二次世界大戰後開始實行中央畢業考試，部份原因是受法國和美國佔領的影響：
- 薩爾 (1945)

- 巴伐利亞 (1946)

- 巴登-符騰堡 (1952)

- 萊茵蘭-普法爾茨

然而萊茵蘭-普法爾茨在法國和美國的佔領結束後取消了中央畢業考試。
德東的五個邦在兩德統一後不久也實行中央畢業考試，包括：
- 圖林根 (1990)

- 梅克倫堡-前波莫瑞 (1991)

- 薩克森 (1993)

- 薩克森-安哈爾特

勃蘭登堡則效法北萊因-西發里亞的規定。
在2000年後，因應PISA-Studien的使命，中央畢業考試轉變為一股全國的趨勢，在下列各邦實施：
- 勃蘭登堡（2005，但還不是針對所有科目）

- 漢堡（2005，但還不是針對所有科目）

- 柏林（2007，只有數學、德文、英文）

- 下薩克森（2006，但還不是針對所有科目）

- 不萊梅（2006，但還不是針對所有科目）

- 黑森 (2007)

- 北萊因-西發里亞 (2007)

什列斯威-霍爾斯坦在2008年將同樣實施中央畢業考試，當然剛開始只針對數學、德文、其他外語及自然科學而已。
惟獨萊茵蘭-普法爾茨仍欲保持目前分散的畢業考試。這裡的教師提出畢業考試內容的建議，然後由各個學科的顧問來審查，有時也可能被修改。此外還必須遵守統一考試規章（EPA, Εinheitliche PrüfungsAnforderungen）的規定。

## 運作方式（以巴登符騰堡為例）
中央畢業考試是由整個邦挑選出教師來建議命題的內容，而這些教師在被聘請的時候大都是沒有在上畢業班的課程的。之後再由一個委員會來挑選其中的題目。這些題目會經過多道程序來審查，並在有必要的時候重新改寫。
在巴登符騰堡有時候也會指派政府的四大主席或是當時負責學校與教育的部門人員來擔任命題的教師。在學校方面，會要求根據自己的經驗來提出命題建議。被選中的學校指派一位老師負責將題目整理完成，並且試著每年由不同老師擔任。而出題的老師也可以是有在上畢業班課程的。這特別適用在牽涉較沒有那麼廣的學科，譬如科技高中的資訊科技。
中央畢業考試在有經驗的教育學家付出許多努力下終於成功，這些重要的教育家在幾年內才被慢慢更新。這項人事方面的持續性也繼續帶來命題方式不變與命題的困難度。另一方面，文化部門也可透過部份命題來推動課程的更新，而這原則上比藉由更換教師計畫更有效率。
在那些沒有實行中央畢業考試的地方，每個有上畢業考試課程的老師都必須規劃許多畢業考試內容的建議，並受學校監督。
在巴登符騰堡中央畢業考試的批改遵循三個步驟：首先由各科學科的老師按照已經給予的答案批改，必且依照事先劃分的不同學科給不同分數。這項工作由學校老師來匿名進行。高中教育局接著匿名分派第二次批改工作給其他學校。第一次和第二次批改工作不會將分數註記在裡頭，而是在一個個別的格式裡，因此第二次批改不會知道第一次批改的分數及總分。測驗卷最後回到高中教育局並進行第三次批改，原則上是由學科顧問或學科部長進行。這也包含第一次和第二次批改的結果。他們最後會確立一個分數，原則上只允許這個分數介於第一次和第二次批改的分數之間。在三次的批改過程中沒有任何的溝通。第一次批改在畢業口試之前知道最後結果，然而沒有任何方法知道什麼是掌控他可能偏離的分數。

## 其他邦的特色
下薩克森是第一個在網路上分派畢業考試命題任務的邦。
2007年3月26日在北萊因-西發里亞的800間文法高中及綜合高中進行了第一次幾乎長達五個小時的德文科中央畢業考試。跟以往不同，這項考試給學生四個中央挑選的主題，依照他們的願望來作答。老師們和將近6萬4千名的學生在第一次問卷調查的結果，都表示滿意這項新的考試型態。然而在德文教學課的詩詞分析中有兩個錯誤。詩的完成日期被給錯，而題目卻和時代或歷史的上下文有密切關連。另一個改變意涵的錯誤是，將詩的副本從錯誤的原始出處轉載引用而沒有發現。除了在德文教學課的測驗之外，其他重大的錯誤也出現在化學和生物裡面。此外，期望的水平在社會科學課程以及歷史課程的測驗裡也必須在之後稍作修改。對學生可能有助益的推想作為第一個步驟在北萊因-西發里亞已得到政府部門套用。就個別情況而言，是否今年的程度的命題內容建議仍然在依照前年是有疑慮的。
相同的規定也存在於薩爾，不過是從更早以前就開始了。在這裡畢業考生會有三個題目，從四項分類（詩詞解釋、文章討論、問題分析、文章分析）裡可選其一來作答。

## 教育學的評價
中央畢業考試在教育學上是有爭議的，因為大部分的老師支持在他們邦所習慣的形式。
首先，中央畢業考試激發了較能夠相互比較或較透明的現象。然而實際上如果沒有一個像是其他學校制度那樣中央評價，那這個說法就不成立，而這在德國是沒有一個邦如此的。這份評價反而是每一位老師的責任。雖然有些地方，譬如北萊因-西發里亞，必須遵守一個中央給的評分綱目。為了保證獨立性，巴登-符騰堡和薩克森在另外一間學校舉行第二次批改和第三次批改。第二次批改者不知道第一次批改者的姓名、考生的姓名和學校名稱，也不知道第一次批改者給了幾分。第三次批改者同樣不知道前兩次的批改者姓名、考生姓名和學校名稱，但是他知道前兩次的分數，並且必須打上一個最後的分數。然而這個過程也有例外。在其他的許多邦，雖然第二次批改是可預見的，然而由一位老師來批改另一間學校並不是必要的，而第一次批改者與考生的身分，以及第一次批改的分數在這裡都不被保持隱密。
用類似的方式證明中央畢業考試較為公平。相反的，雖然由中央來命題畢業考試的題目較為公平，但是對於學生而言，事前的準備並非相同的。在這個前後脈絡裡必須提出疑問的是，對於教師授課上的「相同」的事前準備有可能是一致的嗎？特別是在那些分散的畢業考試是幾乎沒有比較學生在事前的準備的。
儘管如此在分散的畢業考試中還是會出現個別情況，老師們濫用職權，特別針對命題內容替自己的學生上課。為了避免這樣的情況，於是形成以下的控管機制，像是學校監督、遞交考題的選擇、第二次批改或者是口試來代替偏差太多的筆試成績。
德國對畢業考試組織形式的激烈爭論或許解釋為重視考試在文化傳統方面的象徵價值。因為透過舉辦畢業考試，作為教育成果測驗的筆試的實際意涵自從1972年已經大大減少了。2004年全國適用的規定以後，從全部書面考試總結而來的分數包含10.7%和21.4%的比重是算進畢業分數裡面。
當中央畢業考試對於畢業考分數的影響力大都被高估的時候，它對已經上過的課程及個人的事前準備有很大的影響：藉由中央畢業考試，一個經典朝著現有內容的統一走過來，它帶來了明顯較為優秀的課程素質，比起任何新的或改變的授課計畫都要好。

## 評論
中央畢業考試的執行在2008年又有極具破壞性的錯誤出現，譬如說在北萊因-西發里亞同時在許多學科出現意義錯誤或不完整的題目。主要由政府部門提出並挑選的題目顯示出範圍及難度，對於學生而言並不能掌握。也因此導致50%的學生必須參加補考才能畢業。

## 其他國家的情形
法國的Baccalauréat和立陶宛的畢業考試都是由中央出題；例如奧地利的Matura是分散的畢業考試，這項考試在中期也該變成中央出題。

## 來源
- （页面存档备份，存于）下薩克森的教育資訊（德文）
- （页面存档备份，存于）明鏡週刊：北萊因-西發里亞的畢業考混亂（德文）

## 相關網頁
- （页面存档备份，存于）音樂的中央畢業考試（德文）